# Vladislav Vetrov
Vladislav Vladímirovich Vétrov (en ruso: Владисла́в Влади́мирович Ве́тров; 9 de febrero de 1964 en Senaki, RSS de Georgia) es un actor y cineasta ruso.

## Biografía y carrera
Vladislav Vétrov nació en Senaki, RSS de Georgia, Unión Soviética (en la actualidad Georgia). Años más tarde se mudó a Taganrog, óblast de Rostov.
En 1986, se graduó del Instituto de Ingeniería Radiotécnica de Taganrog. Empezó a aparecer en producciones teatrales en 1985, vinculándose profesionalmente con instituciones como el Teatro Ruso de Riga, la Escuela de Arte Dramático de Anatoli Vasíliev en Moscú y el Laboratorio de Mijaíl Butkévych. Entre 1989 y 1991, actuó en el Teatro Dramático Maxim Gorki de Rostov del Don.
Debutó en las pantallas a comienzos de la década de 1990, con apariciones en la película Anna Karamazoff (1991) y en la serie de televisión Humo (1992). En 2008, interpretó el papel del capitán Serguéi Timiriov en la laureada película de Andréi Kravchuk Almirante, basada en la vida y obra del militar antibolchevique Aleksandr Kolchak y en el triángulo amoroso con su esposa y la poetisa Anna Timiryova. Dos años después participó en la producción cinematográfica cubana Lisanka.
En 2015, integró el elenco de la exitosa serie de televisión rusa Método, donde personificó al decano Tsvetkov. En 2018, apareció en el seriado Manumisión y un año después interpretó el papel de Gustav Gebel en el drama histórico Soyuz spaséniya de Andréi Kravchuk.

## Filmografía destacada

### Cine
| Año  | Título             | Papel                         | Notas        |
| ---- | ------------------ | ----------------------------- | ------------ |
| 1991 | Anna Karamazoff    | Roschin-Insárov / Grafólogo   | Largometraje |
| 2007 | Gagarin's Grandson | Mánager                       | Largometraje |
| 2008 | Admiral            | Serguéi Timiriov              | Largometraje |
| 2010 | The Rowan Waltz    | Kirillov                      | Largometraje |
| 2011 | Split              | Afanasy Ordin-Nashchokin      | Largometraje |
| 2015 | The Very Best Day  | Vikenti Mijáilovich           | Largometraje |
| 2016 | The Hero           | Príncipe Aleksandr Chernyshov | Largometraje |
| 2017 | Not Yet Evening    | Antón Chéjov                  | Largometraje |
| 2017 | Yolki 6            | captitán Chebotariov          | Largometraje |
| 2019 | Soyuz spaséniya    | Gustav Gebel                  | Largometraje |
| 2020 | Odin vdokh         | Doctor de deportes            | Largometraje |

### Televisión
| Año  | Título            | Papel                         | Notas         |
| ---- | ----------------- | ----------------------------- | ------------- |
| 1992 | Humo              |                               |               |
| 2009 | Iván the Terrible | Vasili III of Russia          |               |
| 2010 | The Tower         | Batashov                      |               |
| 2015 | Método            | Decano Tsvetkov               |               |
| 2014 | Embracing the Sky | Fiódor Petrushin              |               |
| 2018 | The Junior Team   | Vasili Stepánovich Goryachkin |               |
| 2018 | Manumisión        | Alekséi Golovín               | [ 12 ] [ 13 ] |